# Zyprischer Fußballpokal 2024/25
Der Zyprische Fußballpokal 2024/25 war die 83. Austragung des zyprischen Pokalwettbewerbs. Er wird vom zyprischen Fußballverband ausgetragen. Titelverteidiger war Paphos FC. Der Sieger erhält einen Startplatz in der UEFA Europa League 2025/26.

## Modus
Außer dem Halbfinale wurden die Begegnungen in einem Spiel ausgetragen. Bei unentschiedenem Ausgang gab es eine Verlängerung von zweimal 15 Minuten und gegebenenfalls ein Elfmeterschießen. Die Begegnungen im Halbfinale wurden in Hin- und Rückspiel ausgetragen. Bei Torgleichheit in beiden Spielen wurde im Anschluss an das Rückspiel eine Verlängerung von 2 × 15 Minuten gespielt und falls erforderlich ein Elfmeterschießen durchgeführt.

## Teilnehmer
Es nahmen nur Mannschaften der ersten beiden Ligen teil.
| First Division (14) | First Division (14) | Second Division (13) | Second Division (13)                                                                                                   |
| --- | --- | --- | --- |
| - AEK Larnaka - AEL Limassol - Anorthosis Famagusta - APOEL Nikosia 1 - Apollon Limassol - Aris Limassol - Ethnikos Achnas | - Karmiotissa FC - Nea Salamis Famagusta - Omonia Aradippou - Omonia 29is Maiou - Omonia Nikosia 1 - Paphos FC 1 - Enosis Neon Paralimni | - AO Agia Napa - PO Achyronas-Onisilos - Anagennisi Deryneia - Akritas Chlorakas - ASIL Lysi - Chalkanoras Idaliou - Doxa Katokopia | - Spartakos Kitiou 1 - FC Krasava Freedom 24 - Othellos Athienou - PAEEK Kyrenia 1 - Olympiakos Nikosia - AEZ Zakakiou |

## 1. Runde
In dieser Runde traten elf Teams der Second Division und elf Teams der First Division aufeinander.
| Datum      |                       | Ergebnis |                       |
| ---------- | --------------------- | -------- | --------------------- |
| 25.09.2024 | Othellos Athienou     | 0:4      | Apollon Limassol      |
| 01.10.2024 | AEK Larnaka           | 5:0      | Akritas Chlorakas     |
| 02.10.2024 | Olympiakos Nikosia    | 1:4      | Anorthosis Famagusta  |
| 02.10.2024 | Ethnikos Achnas       | 3:1      | AEZ Zakakiou          |
| 02.10.2024 | Nea Salamis Famagusta | 1:0      | Doxa Katokopia        |
| 23.10.2024 | Chalkanoras Idaliou   | 0:1      | Omonia 29is Maiou     |
| 23.10.2024 | Karmiotissa FC        | 2:3      | AO Agia Napa          |
| 30.10.2024 | PO Achyronas-Onisilos | 0:2      | AEL Limassol          |
| 30.10.2024 | ASIL Lysi             | 1:6      | Aris Limassol         |
| 06.11.2024 | Anagennisi Deryneia   | 1:2      | Enosis Neon Paralimni |
| 06.11.2024 | FC Krasava Freedom 24 | 1:2      | Omonia Aradippou      |

## 2. Runde
Teilnehmer: Die elf Sieger der 1. Runde und die fünf Vereine mit Freilos in der 1. Runde.
| Datum      |                       | Ergebnis              |                       |
| ---------- | --------------------- | --------------------- | --------------------- |
| 04.12.2024 | Apollon Limassol      | 0:0 n. V. (4:3 i. E.) | Ethnikos Achnas       |
| 04.12.2024 | AO Agia Napa          | 1:4                   | AEL Limassol          |
| 10.12.2024 | AEK Larnaka           | 8:0                   | PAEEK Kyrenia         |
| 11.12.2024 | Enosis Neon Paralimni | 0:0 n. V. (4:2 i. E.) | Nea Salamis Famagusta |
| 11.12.2024 | Omonia Aradippou      | 2:4                   | Anorthosis Famagusta  |
| 15.01.2025 | Omonia Nikosia        | 7:0                   | Spartakos Kitiou      |
| 15.01.2025 | Paphos FC             | 1:1 n. V. (5:4 i. E.) | Aris Limassol         |
| 16.01.2025 | APOEL Nikosia         | 6:1                   | Omonia 29is Maiou     |

## Viertelfinale
| Datum      |                       | Ergebnis              |                  |
| ---------- | --------------------- | --------------------- | ---------------- |
| 28.01.2025 | Omonia Nikosia        | 3:0                   | AEL Limassol     |
| 29.01.2025 | Anorthosis Famagusta  | 1:3                   | Apollon Limassol |
| 29.01.2025 | Enosis Neon Paralimni | 0:3                   | AEK Larnaka      |
| 30.01.2025 | APOEL Nikosia         | 1:1 n. V. (4:5 i. E.) | Paphos FC        |

## Halbfinale
| Datum             |                | Gesamt |                  | Hinspiel | Rückspiel |
| ----------------- | -------------- | ------ | ---------------- | -------- | --------- |
| 30.04./07.05.2025 | Omonia Nikosia | 1:2    | AEK Larnaka      | 0:0      | 1:2       |
| 30.04./07.05.2025 | Paphos FC      | 6:2    | Apollon Limassol | 4:2      | 2:0       |

## Finale
| Paarung        | AEK Larnaka – Paphos FC |
| Ergebnis       | 0:0 n. V.; 5:4 i. E. |
| Datum          | 24. Mai 2025 um 20:00 Uhr EEST |
| Stadion        | AEK Arena – Georgios Karapatakis, Larnaka |
| Zuschauer      | 14.000 |
| Schiedsrichter | Daniel Siebert ( Deutschland) |
| Tore           | Elfmeterschießen: 1:0 Hrvoje Miličević 1:1 Mislav Oršić 2:1 Karol Angielski 2:2 Anderson Silva Ivica Ivušić hält gegen Aitor Cantalapiedra 2:3 Muamer Tanković 3:3 Bruno Gama 3:4 Jajá 4:4 Luís Gustavo Ledes Zlatan Alomerović hält gegen David Goldar 5:4 Ángel García Zlatan Alomerović hält gegen Domingos Quina                                      |
| AEK Larnaka    | Zlatan Alomerović – Godswill Ekpolo, Hrvoje Miličević , Valentin Roberge (112. Danny Henriques), Jérémie Gnali (80. Ángel García) – Luís Gustavo Ledes, Marcus Rohdén (116. Pere Pons) – Imad Faraj (80. Jorge Miramón), Aitor Cantalapiedra, Yerson Chacón (119. Bruno Gama) – Enzo Cabrera (116. Karol Angielski) Cheftrainer: Henning Berg ( Norwegen) |
| Paphos FC      | Ivica Ivušić – Bruno Felipe (120. Mislav Oršić), Zvonimir Šarlija (71. Jajá), Derrick Luckassen, Pedro Rodrigues (106. Domingos Quina), Jonathan Silva (96. Ken Sema) – Muamer Tanković, David Goldar, Ivan Šunjić, Vlad Dragomir (106. Mateo Tanlongo) – Jairo (96. Anderson Silva) Cheftrainer: Juan Carlos Carcedo ( Spanien)                          |
| Gelbe Karten   | keine – Zvonimir Šarlija (52.), Bruno Felipe (88.) |
| Platzverweise  | Valentin Roberge (82.), Hrvoje Miličević (115.) – keine |